# アーロン・カミングス
アーロン・カミングス（Aaron Cummings、1997年7月1日 - ）は、アメリカ合衆国のラグビー選手。

## プロフィール
- アメリカ合衆国・マスキーゴン出身[1]。
- ポジションはセンター(CTB)。
- 身長 188cm、体重 90kg

## 略歴
2024年、パリ2024五輪の7人制アメリカ代表に選ばれた。